# Dietfurt an der Altmühl
Dietfurt an der Altmühl település Németországban, azon belül Bajorországban. Lakosainak száma 6257 fő (2023. december 31.). Dietfurt an der Altmühl Breitenbrunn, Berching és Beilngries községekkel határos.

## Népesség
A település népessége az elmúlt években az alábbi módon változott:
| Lakosok száma | 1115 | 2059 | 5034 | 5257 | 5991 | 6074 | 6094 | 6112 | 6147 | 6257 |
|               | 1875 | 1950 | 1975 | 1987 | 2012 | 2014 | 2016 | 2017 | 2021 | 2023 |